# Eddie Vedder
Edward Louis Severson III (Evanston, Illinois, 23 de desembre de 1964), més conegut com a Eddie Vedder, és el vocalista i un dels compositors i guitarristes de Pearl Jam, grup que forma part del gènere musical anomenat Grunge, també conegut com el so de Seattle, que va néixer a finals de la dècada dels vuitanta.
Vedder és conegut per la potent veu de baríton. Va ser classificat com el número 7 en una llista de "Els millors cantants de tots els temps", basada en una enquesta dels lectors compilada per la revista Rolling Stone.
El 2007, va llançar el seu primer àlbum en solitari com a banda sonora de la pel·lícula Enmig de la Natura, Into the Wild en anglès, (2007). El seu segon àlbum Ukulele Songs i un DVD en directe titulat Water on the Road van ser publicats el 2011. El 2017, Vedder va ser inclòs al Saló de la Fama del Rock and Roll com a membre de Pearl Jam.

## Participació en pel·lícules[3]
| Any  | Participació |
| 1992 | Singles, aparició |
| 1995 | Dead Man Walking, banda sonora |
| 1996 | Hype!, aparició |
| 1999 | Cradle Will Rock, banda sonora |
| 2001 | I Am Sam, banda sonora |
| 2003 | – Big Fish, banda sonora – End of the Century: The Story of the Ramones, aparició, treball de càmera |
| 2006 | Reign Over Me, banda sonora |
| 2007 | – Amazing Journey: The Story of the Who, aparició – Tom Petty and the Heartbreakers: Runnin' Down a Dream, aparició – I'm Not There, banda sonora – Running the Sahara, banda sonora – Walk Hard: The Dewey Cox Story, aparició – Into the Wild, banda sonora, Globus d'Or a la millor cançó original "Guaranteed." |
| 2008 | Singles, aparició |
| 2010 | Song Sung Blue, aparició i Body of War: Songs that Inspired an Iraq War Veteran, banda sonora |
| 2011 | Pearl Jam Twenty |

## Guardons
Nominacions
- 2012: Grammy al millor àlbum de folk